# Shynghyz

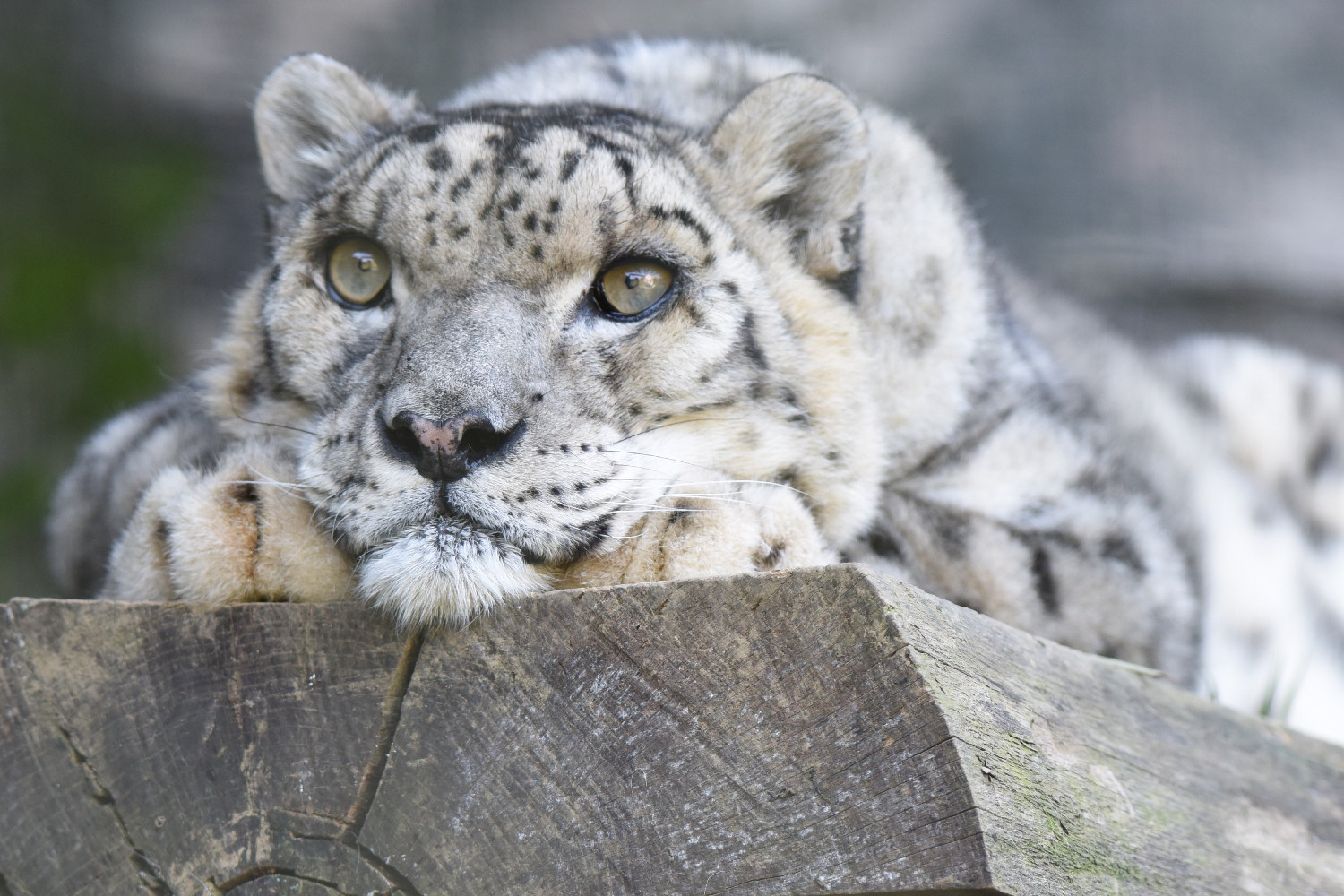
Shynghyz im September 2015

Shynghyz (kasachisch Шынғыс / Schynghys, jap. シンギズ, Shingizu) (geboren ca. im Dezember 1989 in Kasachstan; gestorben am 10. Oktober 2015 im Tama-Zoo) war der älteste bekannte Schneeleopard und bis zu seinem Tod im Oktober 2015 eine Attraktion des Tama-Zoos in der Präfektur Tokio.

## Leben
Shynghyz wurde im Alter von etwa 18 Monaten im zentralasiatischen Hochgebirge von Kasachstan eingefangen. Er kam in den Zoo Almaty, den ältesten Zoo Kasachstans, wo er zehn Jahre lang lebte. Seinen Namen erhielt er nach dem mongolischen Herrscher Dschingis Khan. Der kasachische Präsident Nursultan Nasarbajew machte ihn 1999 dem damaligen Premierminister von Japan Keizō Obuchi zum Geschenk, als Symbol der Freundschaft zwischen den beiden Staaten. Am 13. Oktober 2000 wurde Shynghyz an den Tama-Zoo übergeben.
Shynghyz kam bei der Zucht zum Einsatz. Er zeugte insgesamt neun Jungtiere, die in verschiedene Zoos in Europa und Asien gebracht wurden. Ena, seine jüngste Tochter, kam im September 2015 in den Toronto Zoo und war damit der erste Nachkomme, der nach Nordamerika geschickt wurde. Als Tochter eines ehemals wildlebenden Schneeleoparden – offiziell ist die Jagd seit einigen Jahren aus Gründen des Artenschutzes weltweit untersagt – soll sie eine wichtige Rolle im Zuchtprogramm spielen.
Shynghyz starb mit 25 Jahren an Nierenversagen. Er gilt als der bisher am ältesten gewordene in Gefangenschaft gehaltene Schneeleopard.
Im Zoo von Tokio wird alljährlich als Notfallübung geprobt, wie ein gefährliches Raubtier ausbricht und wieder eingefangen wird. So bereitet sich der Zoo auf den Fall vor, dass gefährliche Zootiere bei einem Erdbeben aus ihren Gehegen entkommen. 2015 kam die Rolle des Raubtiers Shynghyz zu, er wurde von einem Angestellten des Zoos in einem Tierkostüm dargestellt.